# Rusenská oblast
Rusenská oblast (bulharsky Област Русе) je jedna z oblastí Bulharska. Leží na severovýchodě země a jejím správním střediskem je Ruse.

## Obštiny
Oblast se administrativně dělí na 8 obštin.

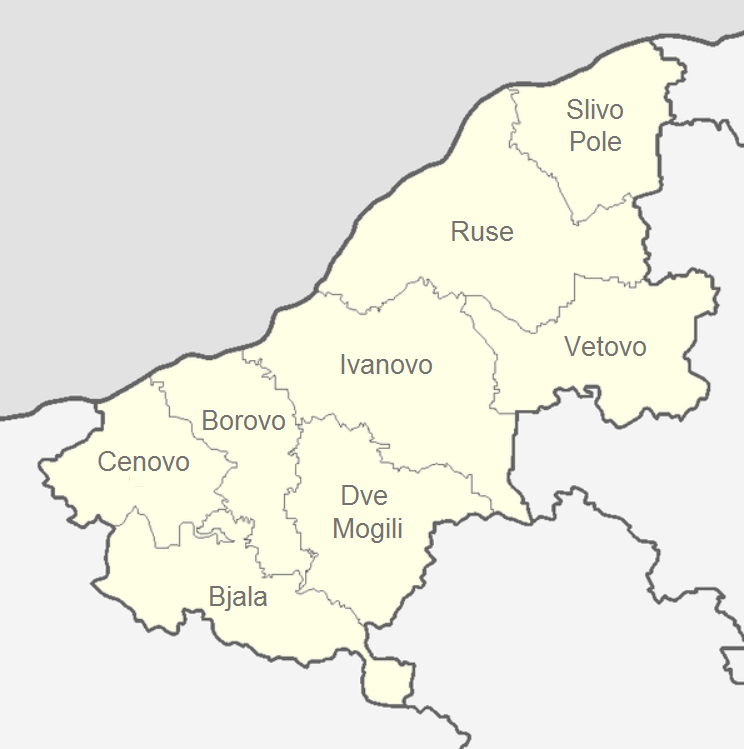
Rusenská oblast

| Obština - Bjala - Borovo - Cenovo - Dve Mogili - Ivanovo - Ruse - Slivo Pole - Vetovo | Sídlo - Bjala - Borovo - Cenovo - Dve Mogili - Ivanovo - Ruse - Slivo Pole - Vetovo |

## Města
Správním střediskem oblasti je Ruse, kromě sídelních měst jednotlivých obštin, přičemž Cenovo a Ivanovo městem nejsou, se zde nacházejí města Glodževo, Marten a Senovo.

## Obyvatelstvo
K 15. září 2024 v oblasti žilo 222 642 obyvatel a bylo zde trvale hlášeno 242 036 obyvatel. Podle sčítání 7. září 2021 bylo národnostní složení následující:
- Bulhaři: 148 845 (81.7 %)
- Turci: 23 958 (13.1 %)
- Romové: 7 041 (3.9 %)
- ostatní[p 2]: 2 418 (1.3 %)